# Tupolev Tu-123
 (février 2019).
Si vous disposez d'ouvrages ou d'articles de référence ou si vous connaissez des sites web de qualité traitant du thème abordé ici, merci de compléter l'article en donnant les références utiles à sa vérifiabilité et en les liant à la section « Notes et références ».
Le Tupolev Tu-123 Yastreb (en russe : Ястреб, c'est-à-dire « faucon ») est un des premiers drones de reconnaissance conçus en Union soviétique. Son développement commence en 1960, puis il entre en service actif en 1964. À l'époque, 52 exemplaires ont été construits. 

## Description
Le Tupolev Tu-123 Yastreb est un drone à usage unique, car à l'issue de sa mission, seule la partie avant de l'appareil qui contient les capteurs de reconnaissance est récupérée, ce qui en fait un drone onéreux. 
Il est très vite supplanté par le MiG-25R, la version de reconnaissance de l'avion piloté MiG-25.